# اریک دارکن
اریک دارکن (انگلیسی: Eric Darken) موسیقی‌دان اهل ایالات متحده آمریکا است. وی از سال ۱۹۹۱ میلادی تاکنون مشغول فعالیت بوده‌است.